# Guldfjärdsplan

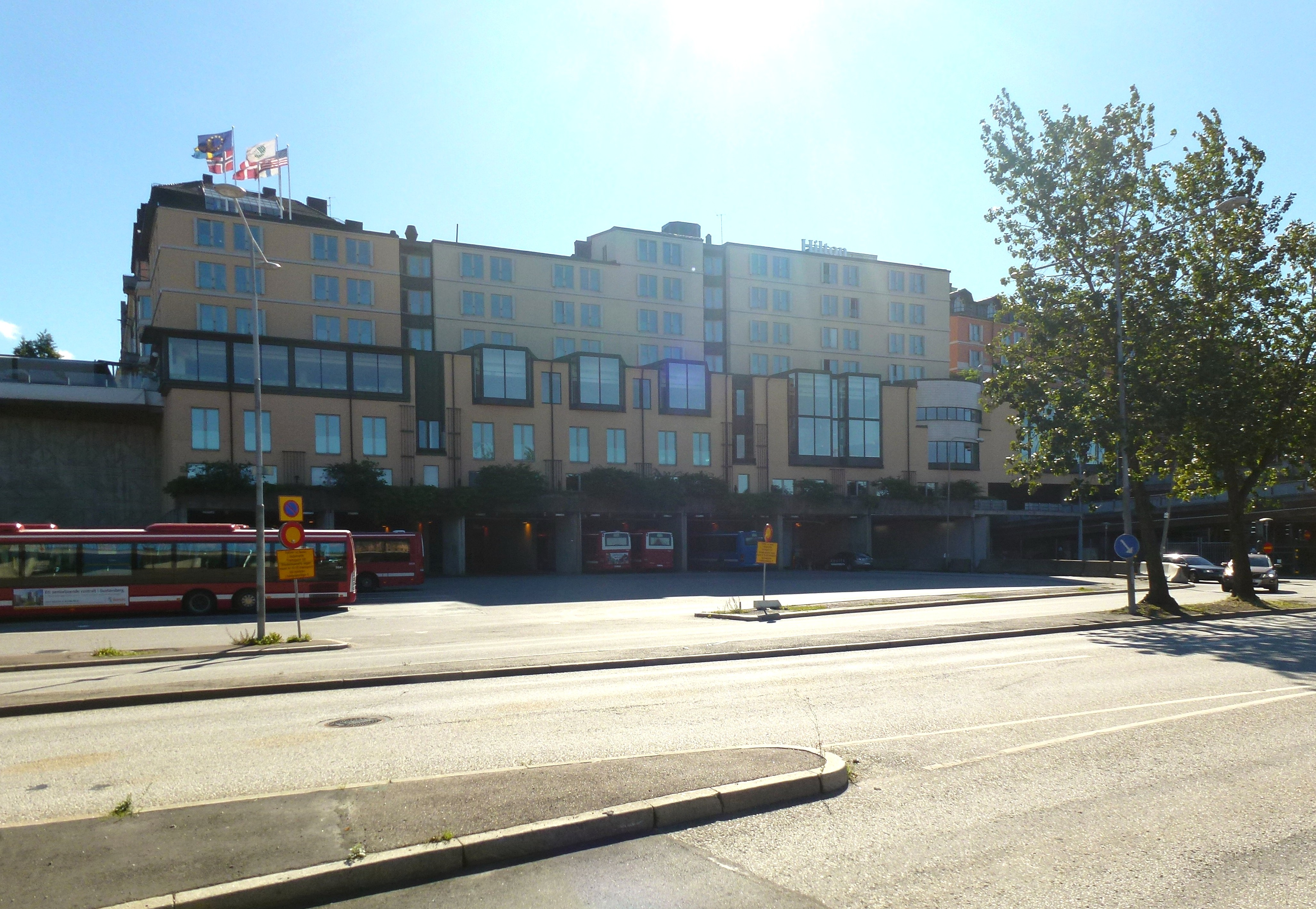
Guldfjärdsplan och bussterminalen, i bakgrunden syns hotel Hiltons norra fasad.

Guldfjärdsplan är en plats på Södermalm i Stockholm. Den ligger nedanför och norr om kvarteret Överkikaren och kan nås från Söder Mälarstrand. På platsen fanns tidigare en uppställningsplats för bussar.
Förleden Guld härrör från Guldfjärden som var ett äldre namn för Riddarfjärden. Denna numer rena fjärd var en gång i tiden en av Stockholms kloaker och soptippar och kallades då Lortfjärden. Att beteckna detta smutsiga vattendrag för Guldfjärden kan ses som ett ironiskt utslag av folkhumorn. Namnet förekommer redan i Karl XI:s almanacksanteckningar från 1689. Guldfjärden gav även namn till kvarteren Guldfjärden Större och Guldfjärden Mindre, men båda uppgick i början av 1980-talet i kvarteret Överkikaren.
Nuvarande Guldfjärdsplan anlades 1955 när Centralbrons södra avsnitt blev färdig och kopplades samman med dåvarande Södergatan. Som en del av Projekt Slussen flyttades och Guldfjärdsplan kommer omgestaltas helt och bland annat ge plats för en ny gång- och cykelbro som byggs över Söderström till Gamla stan.